# Maximilian von Horrich

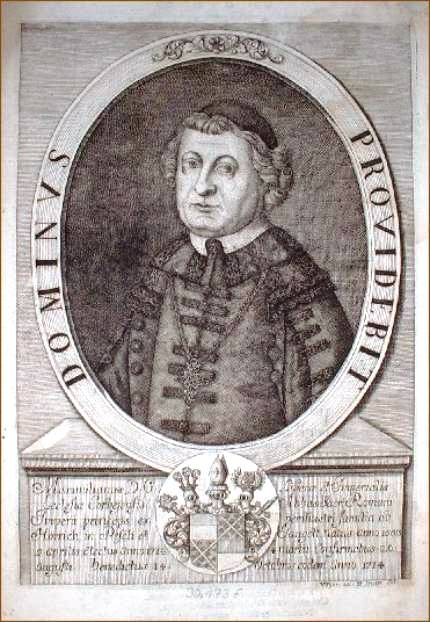
Maximilian von Horrich

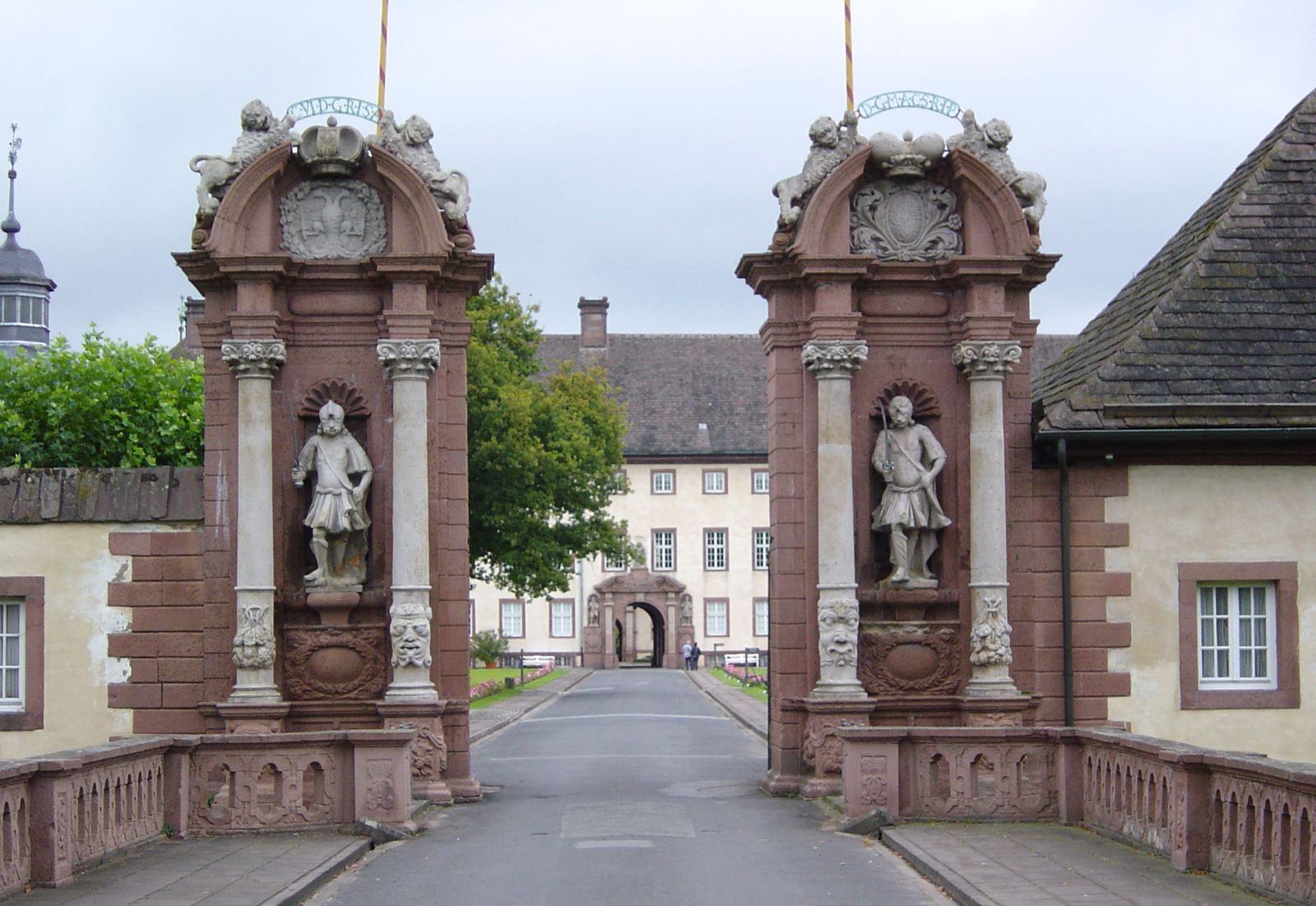
Eingangstor von Stift Corvey mit dem Wappen des Maximilian von Horrich

Maximilian von Horrich OSB (auch Maximilian von Horrich zu Pesch und Gangelt) (* 1662; † 1721 in Corvey) war von 1714 bis 1721 Abt des Stiftes Corvey und von 1719 bis 1721 Präsident der Bursfelder Kongregation.
Maximilian von Horrich entstammte einem seit dem 13. Jahrhundert belegten rheinischen Adelsgeschlecht, dessen Stammsitz vermutlich Haus Horrig in Süggerath war. Ein Zachäus ab Horrich (1561–1633) war Offizial im Erzbistum Köln.
Anlässlich der Wahl Maximilian von Horrichs zum Corveyer Fürstabt 1714 erschien ein Lobgedicht auf ihn, in dem er bereits als novae bibliothecae corbeiensis fundator – als Gründer der neuen Corveyer Bibliothek – gepriesen wird. Unter seinem Abbatiat wurde der von seinem Vorgänger Florenz von dem Velde ausgeführte Neubau der Corveyer Abteigebäude mit dem Ostflügel und dem Querflügel zwischen dem großen Hof und dem Friedgarten vollendet. Als Ausgangs- und Endpunkt der von ihm angelegten Allee nach Höxter errichtete er die Toranlage des Stiftes sowie das Corveyer Tor in Höxter. Die von ihm gestiftete Benediktuskapelle der Klosterkirche wurde erst 1727 vollendet. Auch das Portal der 1714 erbauten corveyischen Pfarrkirche von Blankenau zeigt sein Wappen. Auf seinem Porträt in der Corveyer Abtgalerie ist er entsprechend mit Bauplan und Zirkel in der Hand dargestellt.
Der wichtigste Beitrag Maximilian von Horrichs war der Neuaufbau der 1635 zerstörten Klosterbibliothek. Der heute in der Universitätsbibliothek Bonn aufbewahrte historische Bestand der Corveyer Klosterbibliothek weist entsprechend auf etwa der Hälfte seinen Kaufvermerk auf. Insbesondere konnte er auf einer Bremer Auktion 1721 zahlreiche der von den Schweden während des Dreißigjährigen Krieges aus dem Kloster Strahov in Prag geraubten Bände für Corvey erwerben.
Das Wappen des Maximilian von Horrich ist geviert und zeigt in Feld 1 und 4 geteilt von Rot und Gold das Wappen der Fürstabtei Corvey sowie in Feld 2 und 3 sein Familienwappen, in Blau ein goldener Schragen, begleitet von 12 (4 × 3) silbernen Kreuzchen.